# NGC 5665
NGC 5665 est une galaxie spirale intermédiaire située dans la constellation de la Bouvier. NGC 5665 a été découverte par l'astronome germano-britannique William Herschel en 1784.

## Description
Sa vitesse par rapport au fond diffus cosmologique est de 2 464 ± 16 km/s, ce qui correspond à une distance de Hubble de 36,4 ± 2,6 Mpc (∼119 millions d'al).
La classe de luminosité de NGC 5665 est III et elle présente une large raie HI. Elle renferme également des régions d'hydrogène ionisé. La luminosité de NGC 5678 dans l'infrarouge lointain (de 40 à 400 µm)  est égale à 2,00 × 1010 {\displaystyle L_{\odot }} (1010,30{\displaystyle L_{\odot }}) et sa luminosité totale dans l'infrarouge (de 8 à 1 000 µm) est de 2,75 × 1010 {\displaystyle L_{\odot }} (1010,44{\displaystyle L_{\odot }}).
NGC 5665 figurent dans l'atlas des galaxies particulières de Halton Arp sous la cote Arp 49. Arp mentionne que NGC 5665 est un exemple de galaxie spirale avec un compagnon (NGC 5665A ou SDSS J143227.33+080443.3) très compact visible dans l'un de ses bras. Cette zone brillante est fort probablement une région de formation d'étoiles à l'intérieur de NGC 5655.
À ce jour, 13 mesures non basées sur le décalage vers le rouge (redshift) donnent une distance de 21,462 ± 5,751 Mpc (∼70 millions d'al), ce qui est à l'extérieur des valeurs de la distance de Hubble. Puisque cette galaxie est relativement rapprochée du Groupe local, cette distance est peut-être plus près de sa distance réelle que la distance de Hubble. Notons cependant que c'est avec la valeur moyenne des mesures indépendantes, lorsqu'elles existent, que la base de données NASA/IPAC calcule le diamètre d'une galaxie et qu'en conséquence le diamètre de NGC 5665 pourrait être d'environ 25,1 kpc (∼81 900 al) si on utilisait la distance de Hubble pour le calculer.